# Cumulopuntia chichensis
Cumulopuntia chichensis es una especie de planta suculenta perteneciente al género Cumulopuntia, dentro de la familia Cactaceae. Se distribuye desde Bolivia (concretamente en los departamentos bolivianos de Potosí, Tarija y Chuquisaca), hasta el noroeste de Argentina (en la provincia de Jujuy). 

## Descripción
Cumulopuntia chichensis es una especie de cactus de crecimiento bajo que a menudo se ramifica lateralmente y forma cojines o montículos densos de hasta 1 m de diámetro o más.
Las tallos son articulados y están formados por segmentos elipsoides, tienen la epidermis de color verde hierba y sus ápices son algo romboidales. Son regordetes, robustos, tuberculados y miden hasta 10 cm de largo. Las hojas son diminutas, suelen ser cilíndricas y se caen prematuramente.
Sobre los tallos se asientan alrededor de 20 areolas por segmento, las cuales se extienden desde los lados hasta la base. Contienen gloquidios y pelos, y aproximadamente la mitad de ellas también presentan espinas.

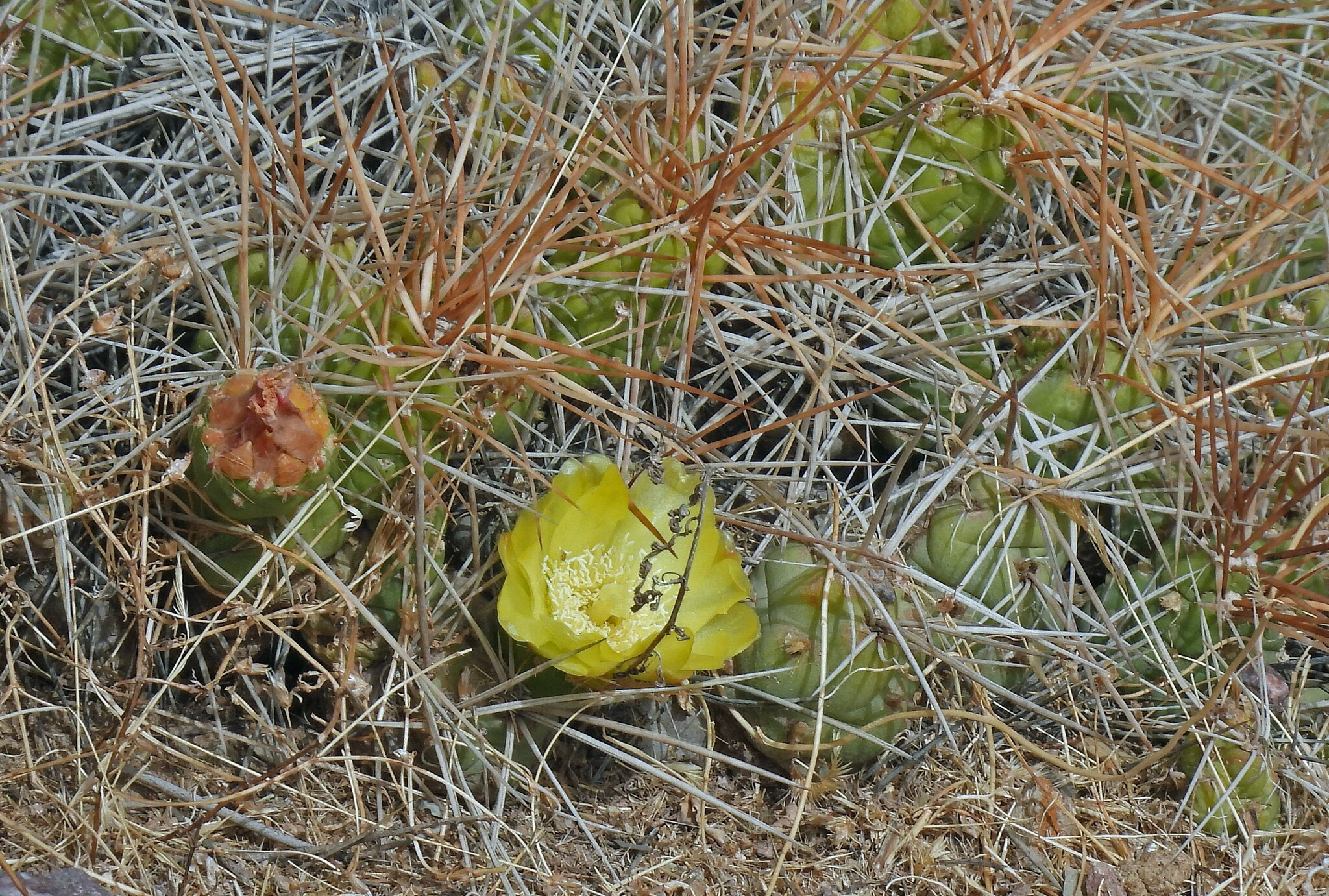
Detalle de las espinas

El número de espinas es aproximadamente 16, aunque suele ser variable. Son de color blanquecino y de forma recta o curvada. Están extendidas y entrelazadas, y miden hasta 5 cm de largo.

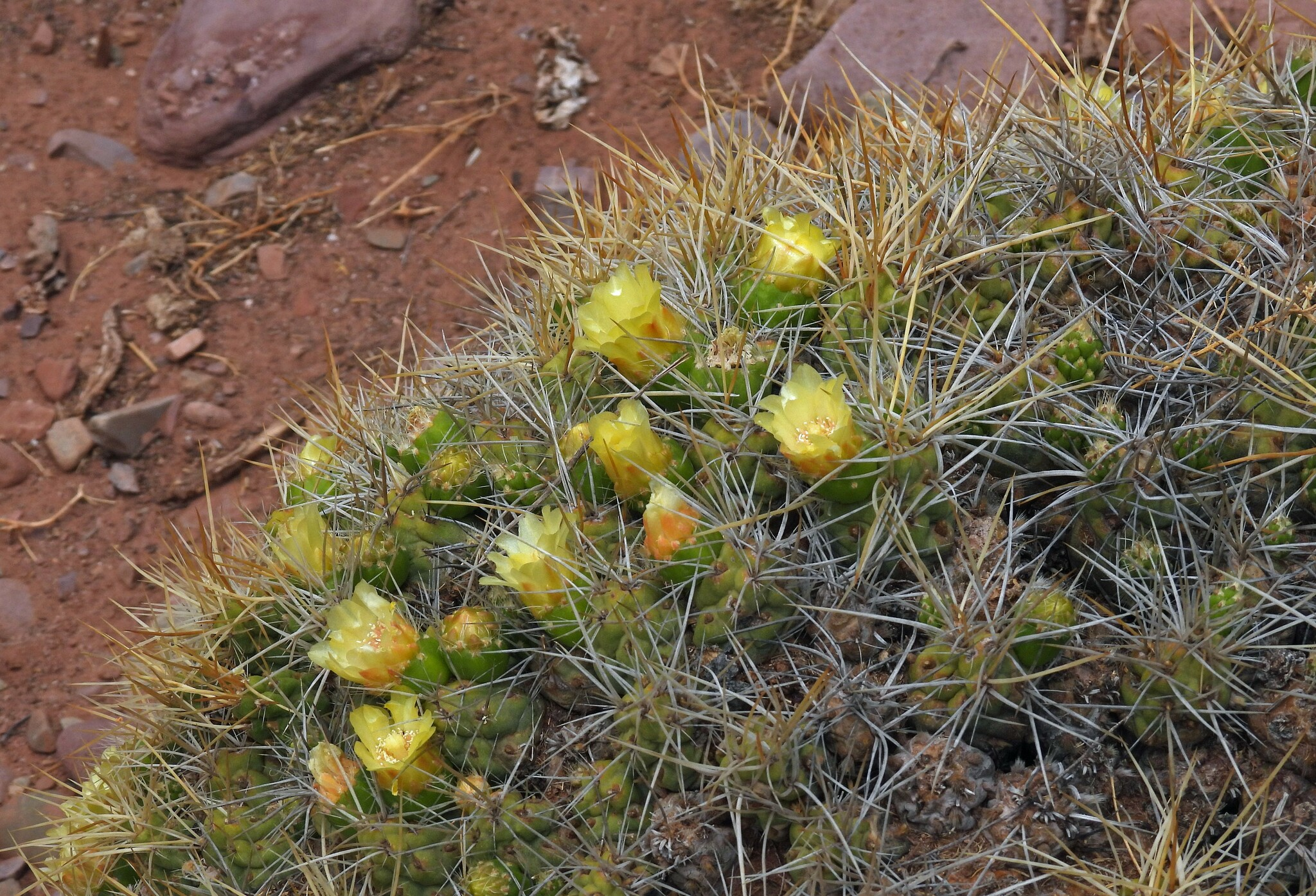
Planta en flor

Las flores son de color amarillo dorado, se cierran por la noche y alcanzan longitudes de hasta 5 cm. El pericarpelo es erizado o puede estar cubierto con sólo unos pocos gloquidios. 
Los frutos son de color amarillo verdoso claro y su forma va de esférica a elipsoidal. Miden hasta 5 cm de largo y son casi inermes, es decir, están casi desprovistos de espinas.

## Distribución y hábitat
El área de distribución nativa de esta especie abarca desde Bolivia (concretamente en los departamentos bolivianos de Potosí, Tarija y Chuquisaca), hasta el noroeste de Argentina (en la provincia de Jujuy).

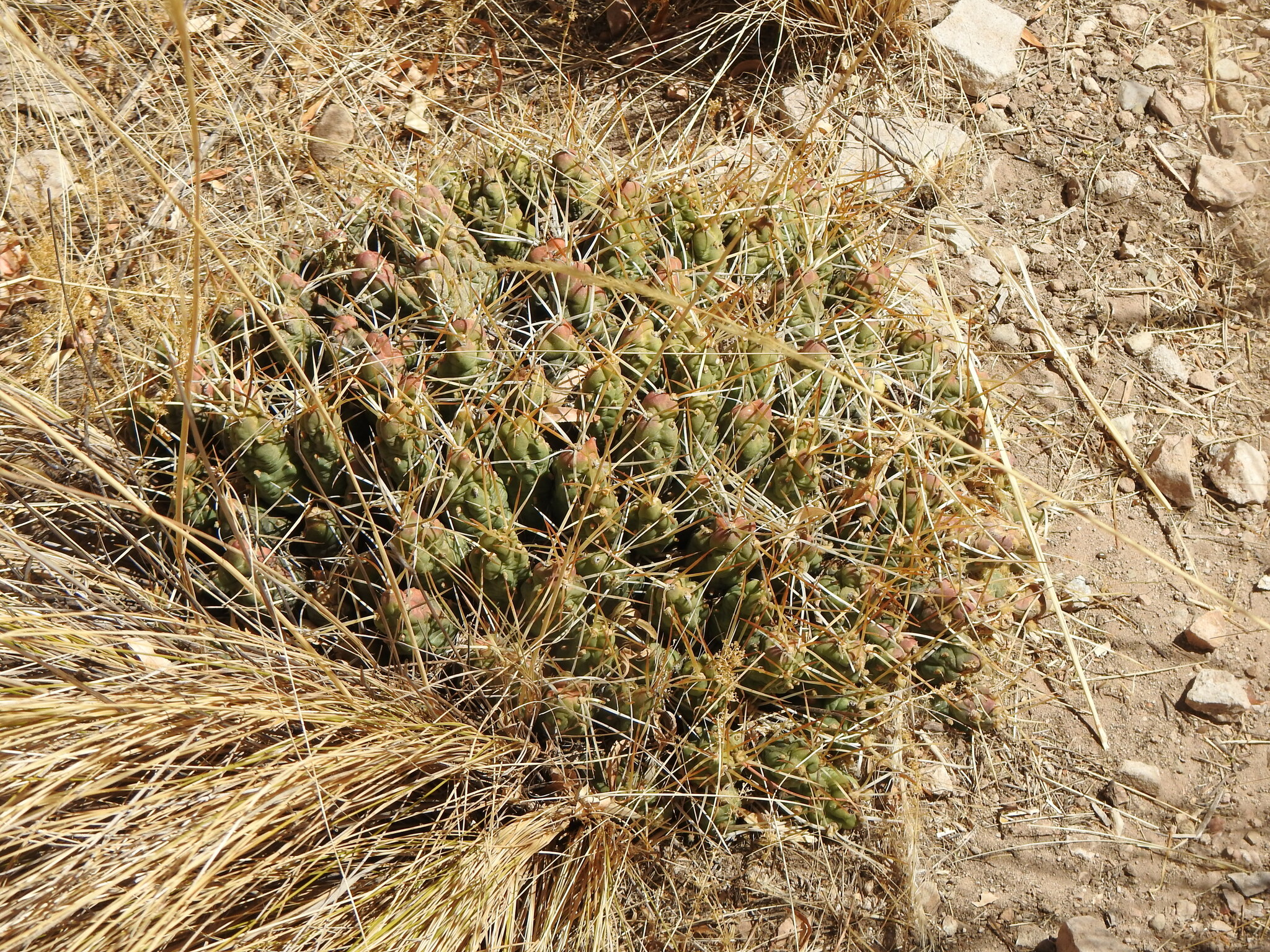
Planta en su hábitat

Crece principalmente en biomas desérticos o de matorral seco, entre las rocas de pastizales situados a elevaciones de 3250 a 3850 metros sobre el nivel del mar.

## Taxonomía
La primera descripción de esta especie fue como Tephrocactus chichensis, publicada en 1952 por el botánico boliviano Martín Cárdenas Hermosa en la revista científica National Cactus and Succulent Journal 7: 75.
Posteriormente, el botánico estadounidense Edward Frederick Anderson colocó la especie en el género Cumulopuntia, pasando a llamarse Cumulopuntia chichensis y anotando estos cambios en la revista científica Cactus and Succulent Journal 71: 324 en el año 1999.
Etimología
- Cumulopuntia: nombre genérico formado por dos palabras: el sustantivo latino cumulus (que significa 'cúmulo', 'montón' o 'masa amontonada') y el género Opuntia, (con el que el género tiene similitudes), haciendo referencia al crecimiento de la planta en forma de montones de tallos apilados.
- chichensis: epíteto geográfico que hace referencia a la provincia boliviana de Nor Chichas, lugar donde habita la especie.[5]

## Estado de conservación

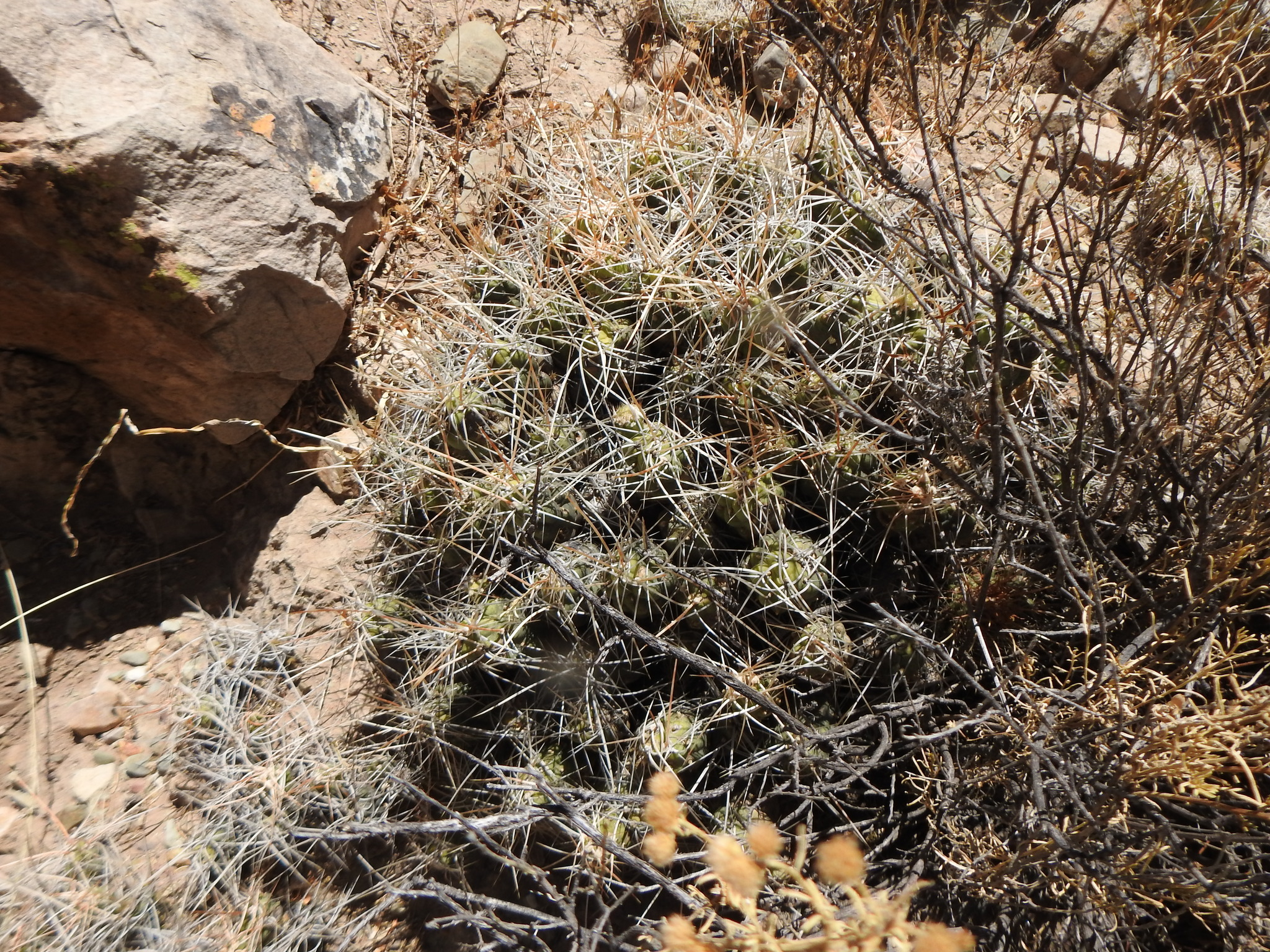
Planta creciendo entre matorrales

En la Lista Roja de Especies Amenazadas de la UICN, la especie está clasificada como de “Preocupación Menor (LC)” y no se conocen amenazas importantes para la conservación de esta especie.

## Usos
Se cultiva principalmente como planta ornamental y su propagación se realiza a través de esquejes o semillas.